# Ги Ру
Ги Ру (на френски: Guy Roux) е френски футболист и треньор по футбол. Като професионален футболист е играл само в един тим. (от 1952 г. до 1961 г. в АЖ Оксер). След това от 1961 г. до 2005 г. е треньор също на АЖ „Оксер“. От 2007 г. е треньор на РК Ланс.